# Мумба – Аделаїда
Мумба — Аделаїда — газопровід в Австралії, що забезпечує живлення одного з найбільших міст країни. Офіційно відомий як Moomba to Adelaide Pipeline System (MAPS).
У другій половині 1960-х почалась розробка газових родовищ басейну Купер, видачу продукції яких організували по газопроводам Мумба — Сідней та Мумба — Аделаїда, що беруть початок від газопереробного заводу Мумба. MAPS ввели в дію у 1969 році, він має довжину основної ділянки 781 кілометр при діаметрі 559 мм.
У 1977 та 1979 роках у складі MAPS ввели в дію сім компресорних станцій.
У 1986-му від Васліс до Аделаїди проклали додаткову ділянку довжиною 42 кілометри та діаметром 508 мм, яка прямує західніше від основної траси та перетинає естуарій, що лежить північніше від міста. Її поява викликана бажанням подати газ високого тиску просто до індустріальної зони Аделаїди. У 2000-му ввели в дію компресорну станцію Васліс.
З 2008-го MAPS може отримувати ресурс, доправлений по газопроводу Баллера – Мумба.
Протранспортоване блакитне паливо використовують (чи використовували) передусім численні електростанції — ТЕС Торренс-Айленд, ТЕС Драй-Крік, ТЕС Осборн, ТЕС Пелікан-Пойнт, ТЕС Баркер-Інлет, ТЕС Карантайн, ТЕС Снаппер-Пойнт (всі в районі Аделаїди), ТЕС Мінтаро, ТЕС Халлетт.
Від 590-го кілометра траси Мумба — Аделаїда бере початок газопровід до Порт-Пірі та Ваялла, а від завершальної дліянки траси починається газопровід Васліс – Мілдьюра/Маррі-Брідж.